# Куракинский Разъезд
Куракинский Разъезд — посёлок в Свердловском районе Орловской области. Входит в состав Красноармейского сельского поселения. Население — 14 чел. (2010).

## География
Посёлок находится при железнодорожном разъезде.
Уличная сеть представлена тремя объектами: Лесной пер., ул. Вокзальная и ул. Ягодная.
Менее, чем в 1 км от посёлка проходит административная граница Свердловского района с Глазуновским районом (селения Ивановка и Кукуевка).

## Население
| 2010 |
| ---- |
| 14   |

## Инфраструктура
Железнодорожная дорога. Есть вокзал, откуда идет дорога на автодорогу 54К-7.

## Транспорт
Железнодорожная станция: Куракино.
Подъезд к автодороге регионального значения 54К-7, есть остановка общественного транспорта.
Поселковые (сельские) дороги.